# Centre national d’études des télécommunications
CNET oder Centre national d’études des télécommunications (Nationales Zentrum für Studien der Telekommunikation) war ein staatliches französisches Forschungszentrum für Studien im Bereich der Telekommunikation.
Seine Gründung war am 4. Mai 1944 als französisches, überministeriales Forschungszentrum unter der Generalaufsicht des französischen Ministeriums für Post und Telekommunikation.
Im Jahr 1990 privatisierte die französische Regierung das Generaldirektorat für Telekommunikation (DGT) (Teil des französischen Ministeriums für Post und Telekommunikation) und gründete die staatlich kontrollierte Aktiengesellschaft France Télécom mit CNET als dem Zentrum für Forschung und Entwicklung. Im März 2000 ging CNET in der France Télécom R&D auf, dem Unternehmenszweig für Forschung und Entwicklung im Konzern der France Télécom. Diesem Unternehmenszweig gehörten die zuvor eigenständigen Einheiten wie CNET und CCETT (gegründet im Jahr 1972) an, so wie weitere Einheiten. Seit 2007 ist die France Telecom R&D besser bekannt als Orange Labs, ein globales Netzwerk aus Forschungs- und Entwicklungseinheiten.